# 卡琳·林德贝里
卡琳·林德贝里（瑞典語：Karin Lindberg，1929年10月6日—2020年12月2日），瑞典女子体操运动员。她曾代表瑞典参加1948年、1952年和1956年夏季奥林匹克运动会体操比赛，共获得一枚金牌和一枚银牌。